# Strobilanthes tristis
Strobilanthes tristis är en akantusväxtart som först beskrevs av Robert Wight, och fick sitt nu gällande namn av T. Anders.. Strobilanthes tristis ingår i släktet Strobilanthes och familjen akantusväxter. Inga underarter finns listade i Catalogue of Life.